# Volkswagen ID.4
De Volkswagen ID.4 is een vijfdeurs volledig elektrisch aangedreven cross-over geproduceerd door het Duitse automerk Volkswagen onder het ID-label.

## Geschiedenis
De (digitale) wereldpremière van de ID.4 vond plaats op 23 september 2020 en de auto is vanaf oktober 2020 leverbaar in Nederland. De ID.4 komt voort uit studiemodellen ID. Crozz en ID. Crozz II die in 2017 aan het publiek werden getoond, en in 2019 werd op de IAA in Frankfurt een gecamoufleerde versie van de ID.4 gepresenteerd.
De Volkswagen ID.4 is na de ID.3 het tweede volledig elektrisch aangedreven serieproductiemodel van Volkswagen. Het is de eerste elektrische Volkswagen die buiten Europa wordt verkocht en daarmee van commercieel groot belang voor de fabrikant.

## Kenmerken
De Volkswagen ID.4 is een cross-over (al noemt Volkswagen de auto zelf een SUV) met 5 deuren en 5 volwaardige zitplaatsen. Het model is evenals de ID.3 gebouwd op het MEB-platform (MEB is een Duitse afkorting voor Modulaire E-Antriebs Baukasten). Het ontwerp is getekend door Klaus Zyciora, Hoofd Design van Volkswagen AG, en leidt tot een luchtweerstandscoëfficiëntwaarde van 0,28.
De ID.4 wordt voor de Europese markt geproduceerd in Zwickau en voor de Aziatische markt in Anting (Shanghai). Voor de Amerikaanse markt startte de productie in 2022 in de Volkswagen Chattanooga Assembly Plant.

### Motor
Bij introductie was de ID.4 beschikbaar als 1st-uitvoering met een accupakket van 77 kWh en een vermogen van 150 kW. Per 2021 is het modellengamma uitgebreid en zijn meerdere vermogens beschikbaar. De ID.4 GTX wijkt af van de overige modellen doordat deze met niet één maar twee elektromotoren is uitgerust. Ook heeft deze versie vierwielaandrijving, waar de overige modellen met achterwielaandrijving uitgerust zijn.
| Model     | Accucapaciteit | Vermogen        | Koppel | Energieverbruik (per 100 km) | Actieradius | Leverperiode      |
| --------- | -------------- | --------------- | ------ | ---------------------------- | ----------- | ----------------- |
|           |                |                 |        |                              |             |                   |
| ID.4 1st  | 77 kWh         | 150 kW (204 pk) | 310 Nm | 16,2–16,9 kWh                | 522 km      | 10/2020 - 02/2021 |
| ID.4 Pure | 52 kWh         | 109 kW (148 pk) | 220 Nm | 15,5 kWh                     | 345 km      | 03/2021 - heden   |
| ID.4 Pure | 52 kWh         | 125 kW (170 pk) | 310 Nm | 15,5–16,3 kWh                | 346 km      | 03/2021 - heden   |
| ID.4 Pro  | 77 kWh         | 150 kW (204 pk) | 310 Nm | 16,1 kWh                     | 553 km      | 02/2021 - heden   |
| ID.4 GTX  | 77 kWh         | 220 kW (299 pk) | 460 Nm | 18,1–19,1 kWh                | 482 km      | 06/2021 - heden   |

## Galerij

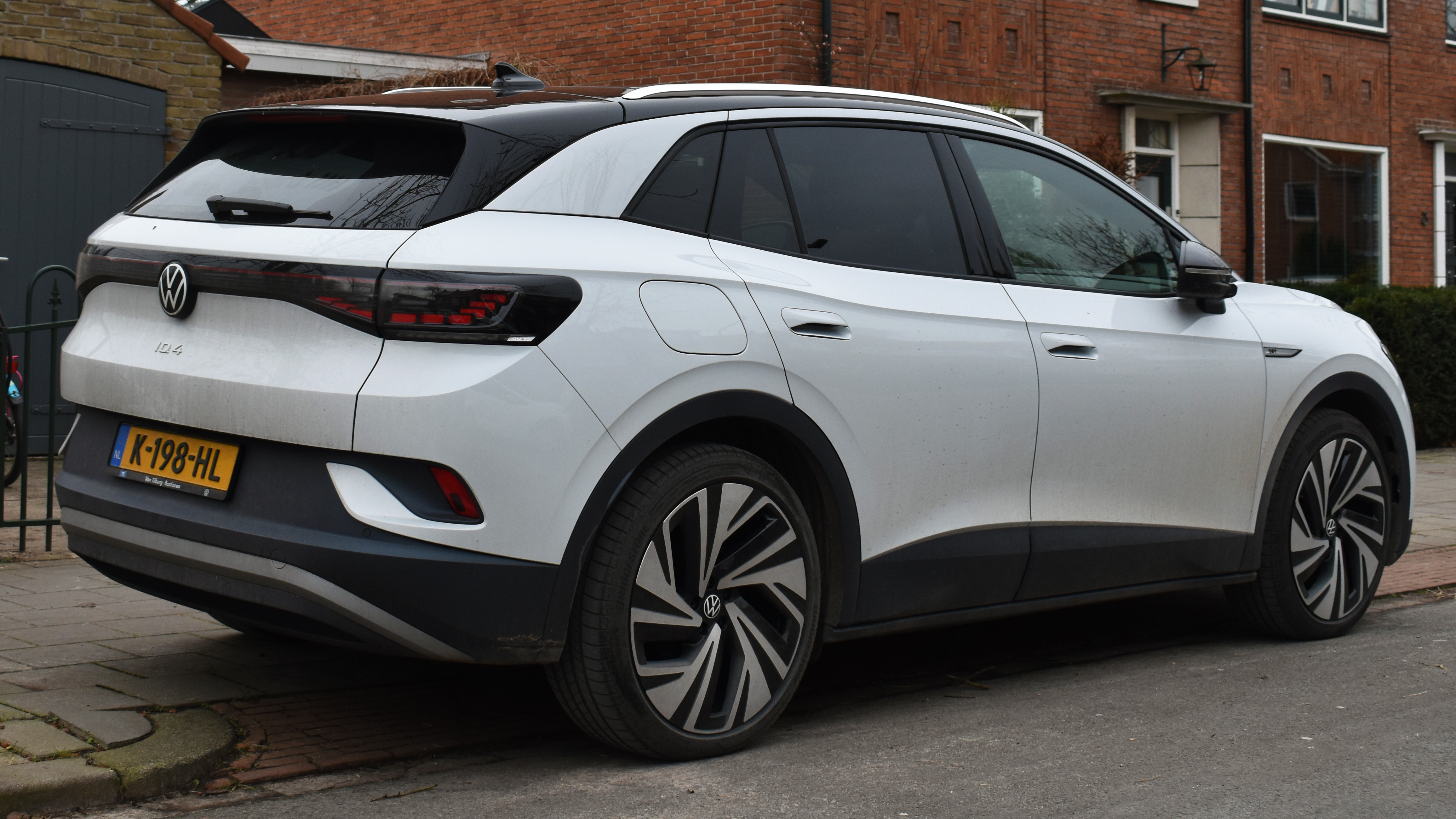
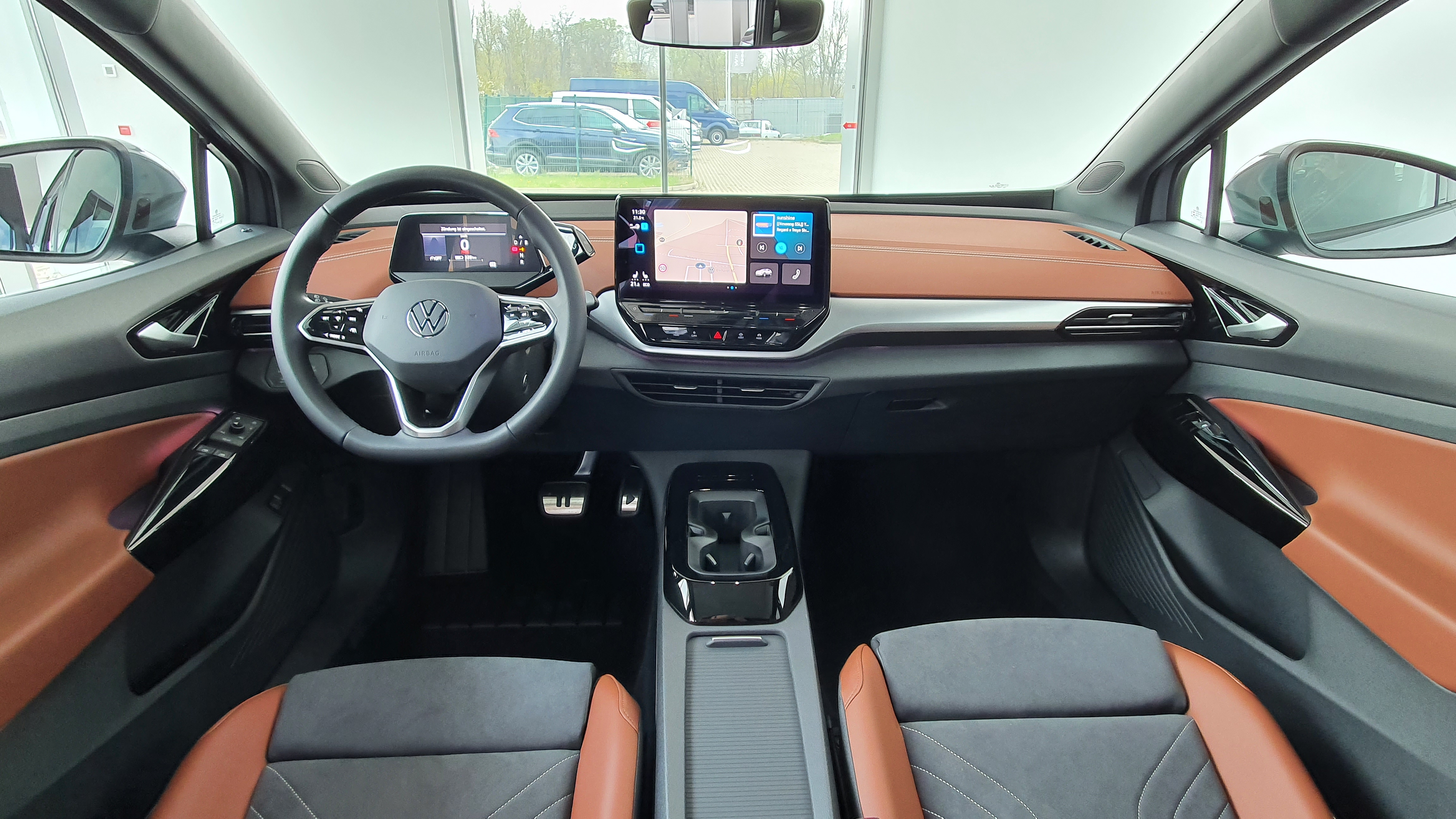
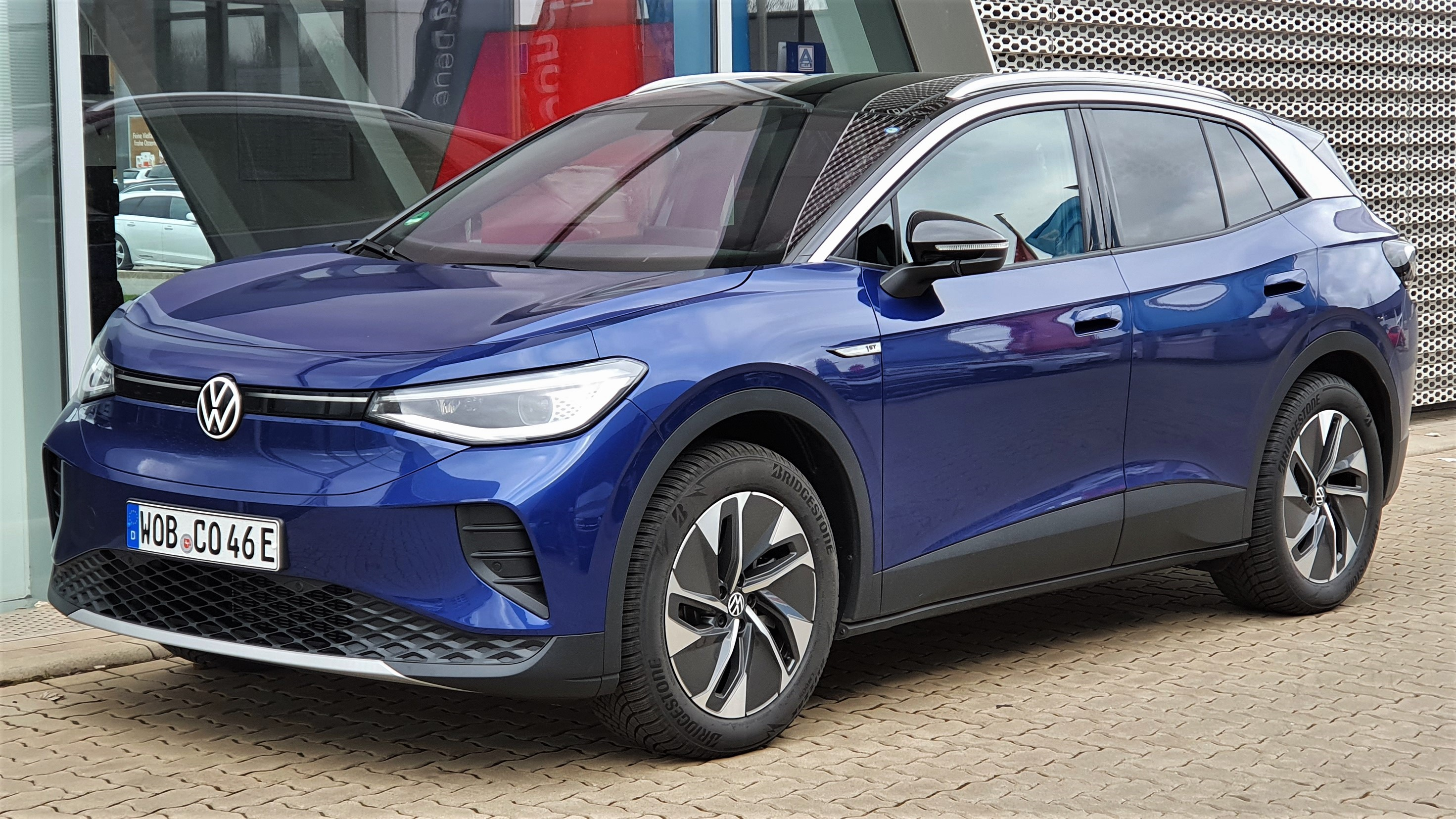
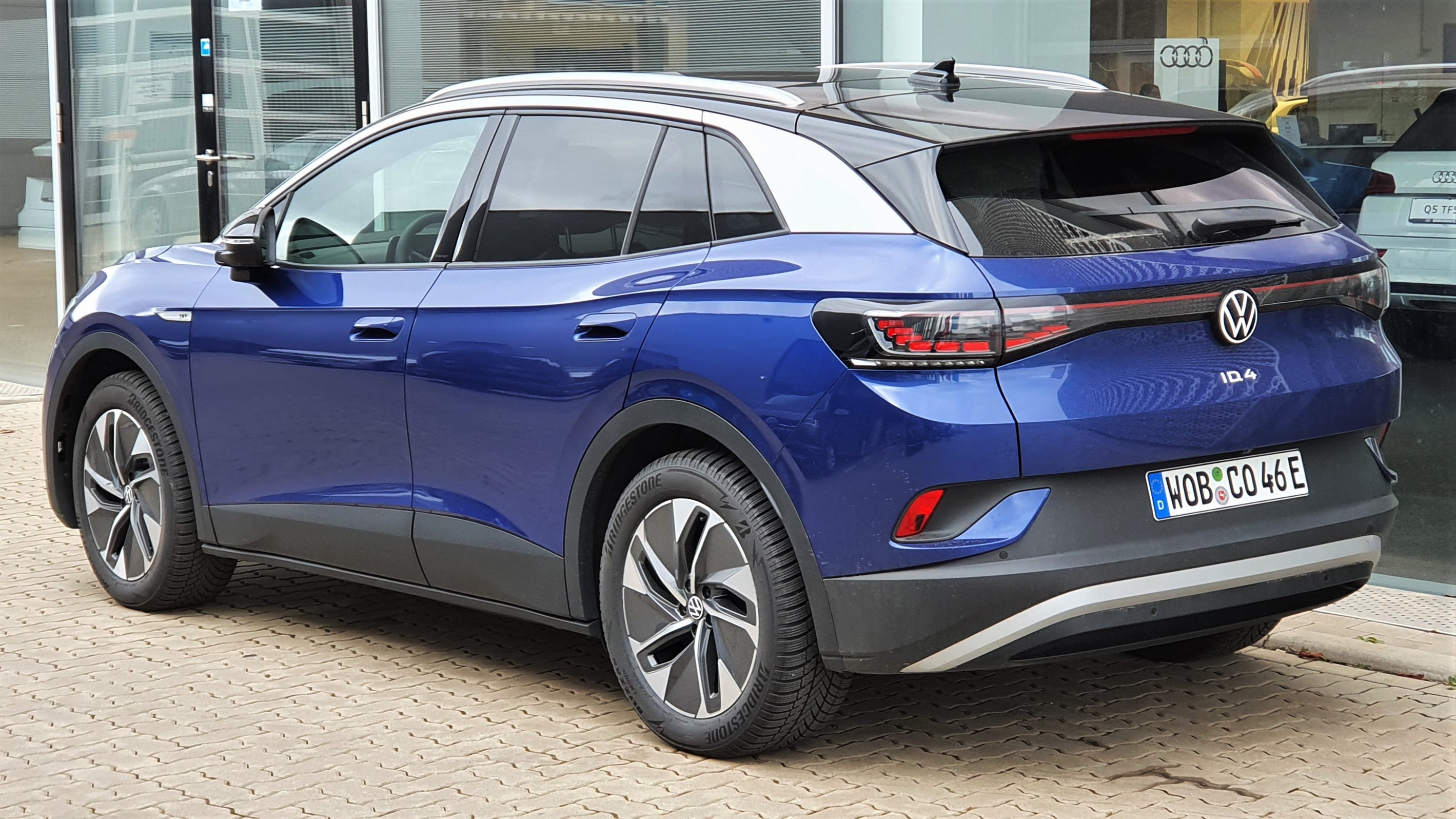